# Francis Wurtz
Pour les articles homonymes, voir Wurtz.
Francis Wurtz, né le 3 janvier 1948 à Strasbourg, est un homme politique français. Membre du Parti communiste français (PCF), il est député européen de 1979 à 2009 et président du groupe parlementaire Gauche unitaire européenne/Gauche verte nordique (GUE/NGL) de 1999 à 2009.

## Biographie

### Formation
Francis Wurtz est né le 3 janvier 1948 à Strasbourg. Après de études de philosophie à l'université de Strasbourg, il enseigne en lycée de 1968 à 1973.

### Parcours politique
Il adhère au Parti communiste français en 1969 à la suite d'un meeting sur la Sécurité européenne. En 1973, il devient membre du secrétariat fédéral de la fédération du Bas-Rhin du PCF et permanent du parti. Il exerce cette fonction pendant trois ans, avant d'être intégré au secrétariat national en tant que collaborateur politique de Georges Marchais.
En 1979, lors des premières élections européennes, il est élu député européen. C'est la première fois depuis 1956 que l'Alsace retrouve un député communiste. La même année, il entre au Comité central du PCF. Lorsqu'il quitte le secrétariat de Georges Marchais en 1982, il est nommé secrétaire du Comité de défense des libertés et des droits de l’homme en France et dans le monde, organe présidé par Georges Marchais.
En 1989, il mène une liste de rassemblement et « d'union de la gauche » à l'occasion des élections municipales à Strasbourg, comprenant outre le PCF, le Parti radical de gauche (PRG) et des militants associatifs et syndicalistes. Malgré une campagne dynamique, la liste ne rassemble que 2,24 % des suffrages exprimés.
En 1990, il entre au bureau politique du PCF, avant d'être chargé, en 1992, du département international de ce parti. Il le restera jusqu'en 1999, lorsqu'il est élu président du groupe de la Gauche unitaire européenne/Gauche verte nordique,. Il a été tête de liste du PCF pour les élections européennes de 1994 et tête de liste en Île-de-France aux élections de 2004.
En 2010, lors des élections régionales, il préside le comité de soutien de la liste du Front de gauche en Alsace, sa région d'origine.
Lors du 36e congrès du Parti communiste français, il quitte le conseil national en février 2013. Bien que n'ayant plus de responsabilités au sein du PCF, il reste une figure respectée au sein de son parti et plus largement au sein de la gauche radicale, alternative et populaire.

### Rôle et fonctions
Président de la GUE/NGL de 1999 à 2009, Francis Wurtz s'oppose au traité établissant une Constitution pour l'Europe. Il publie notamment dès 2003 un supplément de L'Humanité intitulé « La face cachée du projet Giscard »,, au moment du Conseil européen de Thessalonique. Il rejette également la directive Services dite « directive Bolkestein », au Parlement et par la parution de nombreuses tribunes, dénonçant « une harmonisation par le marché et la concurrence de normes tirées vers le bas, ».
Il est l'un des acteurs à l'origine de la création du Parti de la gauche européenne et l'un de ses avocats au sein du PCF, notamment lors du vote interne sur l'adhésion du parti au PGE. Les nombreuses tribunes qu'il publie dans L'Humanité à ces occasions lui ont donné un rôle de premier plan au sein du PCF. Il tient une chronique dans l'hebdomadaire L'Humanité Magazine.
Il est le seul député européen pour la délégation française à avoir été élu en 1979 et à avoir siégé constamment jusqu'en 2009 (Paul Vergès, autre député communiste, a également été élu en 1979 mais n'a pas siégé entre 1984 et 2004). Il est aussi membre du conseil d'administration de l'Institut de relations internationales et stratégiques, où il est également chargé de cours.

## Publications
- Le Révélateur africain, Messidor, 1990 [lire un extrait sur Gallica]
- Un monde à changer : enjeux internationaux, entretien avec Aline Pailler, Éditions sociales, 1993, 236 p.  (ISBN 2-209-06690-5) [lire un extrait sur Gallica]
- L'Europe libérale se meurt ? Vive l'Europe sociale ! 60 chroniques parues dans L'Humanité Dimanche de mars 2006 à décembre 2018, Éditions de L'Humanité, 2019, 143 p.  (ISBN 978-2-902174-23-2)